# Marc Monnier
Marc Monnier (7. prosince 1827, Florencie – 18. dubna 1885, Ženeva) byl švýcarský spisovatel francouzského původu.

## Životopis
Monnier byl syn Jacqua-Louise Monniera, Francouze původem z Ardèche a jeho manželky Priscilly Lacourové, Švýcarky z Ženevy. První léta svého dětství strávil Monnier ve Florencii a v roce 1832 se přestěhoval s rodiči do Neapole.
Studoval na Sorbonně a univerzitách v Ženevě, Heidelbergu a Berlíně. V roce 1864 byl jmenován profesorem srovnávací literatury na ženevské univerzitě, tuto pozici zastával až do své smrti. V letech 1878 až 1880 byl rektorem univerzity.
Oženil se s Hélène Dufourovou z Cartigny (blízko Ženevy), která pod pseudonymem Jean des Roches sama, po smrti manžela, publikovala. Jejich synem byl spisovatel Philippe Monnier.
Monnier napsal velké množství drobných satirických děl; jejich výběr vyšel v roce 1871 pod názvem Théâtre de marionettes. Publikoval i nefiktivní díla, za jedno z nich dostal cenu Francouzské akademie.

## Dílo (výběr)
beletrie
- Théâtre de marionettes. Ženeva 1871
- Poésies. Ženeva 1872
- Nouvelles napolitaines. Paříž 1879
- Le charmeur. Paříž 1882

nefiktivní díla
- Garibaldi. Histoire de la conquête des Deux-Sicilies, notes prises sur place au jour le jour. Paříž 1861
- La Camorra. Notizie storiche raccolte e documentate. Florencie 1862
- L'Italia. All'opera dal 1860 al 1869. Milán 1869
- Genève et ses poètes du XVIe siècle à nos jours. Paříž 1874
- Les contes populaires. Paříž 1880
- Histoire générale de la littérature moderne.

1: La renaissance. De Dante à Luther. Paříž 1884
2: La reforme. De Luther à Shakespeare. Paříž 1883
překlady
- Johann Wolfgang von Goethe: Faust
- Johann Wolfgang von Goethe: Faust II